# 藏鹀
藏鹀（学名：Emberiza koslowi）为雀科鹀属的鸟类，是中国的特有物种。分布于青海、昌都北部澜沧江上游一带等地，主要生活于高山草甸、草原和灌丛鸟类以及栖于青藏高原山柳灌丛地带。该物种的模式产地在青海南部和澜沧江上游的杂楚河。